# Lager Hase
Die Lager Hase ist ein 12,2 km langer Fluss, der an der Grenze zwischen der Stadt Dinklage und der Gemeinde Essen (Oldenburg) aus dem Zusammenfluss des Dinklager Mühlenbachs mit der Aue entsteht und sich 2 km westlich vom Ortskern Essens mit dem Essener Kanal zur Großen Hase vereinigt, wodurch das Gewässer zum Teil des Hase-Binnendeltas wird. Gelegentlich wird auch der 3,2 km lange Abschnitt des Dinklager Mühlenbachs zwischen der Einmündung des Hopener Mühlenbachs und der Aue der Lager Hase zugerechnet, die entsprechend dieser Definition 15,4 km lang ist.

## Verlauf
Vom Zusammenfluss des Dinklager Mühlenbachs und der Aue aus fließt die Lager Hase in Richtung Westen und bildet die Grenze zwischen den Landkreisen Vechta und Cloppenburg. Nach einem Kilometer passiert der Fluss das Gut Lage, dem er seinen Namen verdankt. Das nächste größere, 2,7 km flussabwärts einmündende Gewässer ist der Fladderkanal, heute die Fortsetzung des Vechtaer Moorbaches unter anderem Namen. Auf ihrem Weg durch das Gebiet der Gemeinde Essen münden nach 700 m der Calhorner Mühlenbach und 3 km entfernt hiervon der Blocksmühlenbach von rechts in die Lager Hase ein, bevor diese 3 km westlich den Ortskern von Essen im Süden berührt und nach weiteren 2 km als Große Hase weiterfließt.

## Namensgebung
Trotz ihres Namens bildet die Lager Hase heute keinen Teil des Hase-Binnendeltas, da sie kein Wasser aus dem Oberlauf der Hase aufnimmt. Carl Heinrich Nieberding weist allerdings darauf hin, dass ein von ihm „Vechtaer Bach“ genannter Wasserzug vor 1840 bis Osteressen geflossen sei. Wie aus seiner weiteren Darstellung hervorgeht, meint Nieberding mit Vechtaer Bach ein seinerzeit nicht unterbrochenes Gewässer, dessen Oberlauf der Vechtaer Moorbach, dessen Mittellauf die Aue und dessen Unterlauf die Lager Hase bildete. Dieser sogenannte Vechtaer Bach sei bis zum letzten Viertel des 18. Jahrhunderts bereits bei Osteressen auf die „Osnabrücksche Haase“ gestoßen, welche aber vor 1800 nach Westen verlegt und über einen „neuen Haase-Canal“ (d. h. die Neue Hase bzw. den Essener Kanal) geleitet worden sei. Demnach hätte zumindest der Abschnitt der Lager Hase unterhalb von Osteressen früher zum Binnendelta der Hase gehört.

## Sehenswürdigkeiten

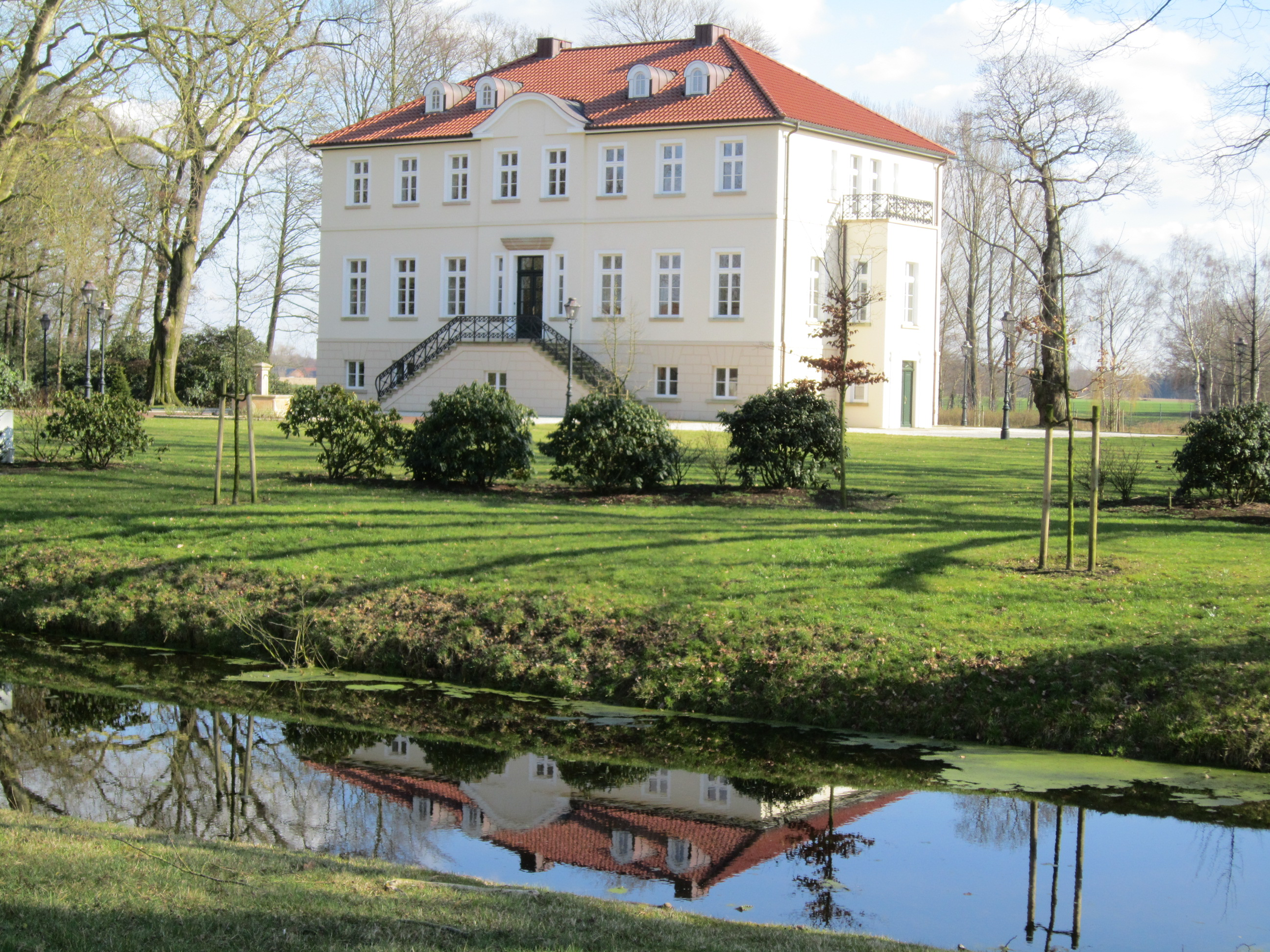
Gut Lage mit Ringgraben nahe der Lager Hase

Ein Teilabschnitt des Fernradwegs Hase-Ems-Tour (und zwar der Abschnitt südlich des Essener Ortskerns unmittelbar westlich der Bundesstraße 68) verläuft 1,1 km entlang der Lager Hase, und eines von den Kunstwerken, die entlang der Route aufgestellt wurden, befindet sich in diesem Bereich, nämlich die Sandsteinskulptur „im fluss“ von Regine Meyer zu Strohe.

## Ausbauzustand, Gewässerqualität und -menge
Die Lager Hase wurde seit den ersten großen Umbaumaßnahmen im Hase-Binnendelta ab dem Ende des 18. Jahrhunderts auf der gesamten Lauflänge von 12 km vom Zusammenfluss von Aue und Dinklager Mühlenbach bis zu ihrer Mündung in die Große Hase bei Essen begradigt, ausgebaut und eingedeicht. Diese Maßnahme sollte den Hochwasserschutz-Effekt für die Gemeinde Essen verstärken, der durch die Verlegung der Wasserströme aus dem Oberlauf der Hase in den Essener Kanal erzielt wurde. Südlich des Ortskerns von Essen wurde der Deich streckenweise zurückgelegt, um die Anlage eines Hochwasserrückhaltebeckens und von Sukzessionsflächen zu ermöglichen.
Durch den Ausbau und den Mangel an Ufergehölzen im Vergleich zum Urzustand des Flusses ist die Gewässerbettdynamik der Lager Hase stark geschädigt. Nur in Abschnitten, in denen die Uferbefestigung aus Pfählen und Flechtzäunen langsam verfällt, wurde sie im Jahr 2000 vom Niedersächsischen Landesbetrieb für Wasserwirtschaft, Küsten- und Naturschutz (NLWKN) um eine Note besser eingestuft. Durch die Eindeichung ist die Aue, in der im Jahr 2000 hauptsächlich Ackerbau betrieben wurde, vom Fluss abgeschnitten.
Im Jahr 2009 wurde der ökologische Zustand der Lager Hase vom NLWKN als „unbefriedigend“ bewertet.

### Projekte zur ökologischen Aufwertung von Gewässern im Einzugsbereich der Lager Hase
Im Jahr 2021 stellte die Hase-Wasseracht mit Sitz in Essen (Oldenburg) mehrere Projekte vor, die sie zwischen 2009 und 2021 im Einzugsbereich der Lager Hase begonnen und großenteils bis 2021 abgeschlossen hatte. Sie organisierte in dieser Zeit vor allem den Ersatz von Staustufen durch Sohlgleiten, die Anlegung von Gewässerauen und Randstreifenprojekte. Diese Maßnahmen dienen der Renaturierung des Flusses und der an ihn angrenzenden Flächen.

### Hochwasser: Gefährdung und Schutzmaßnahmen

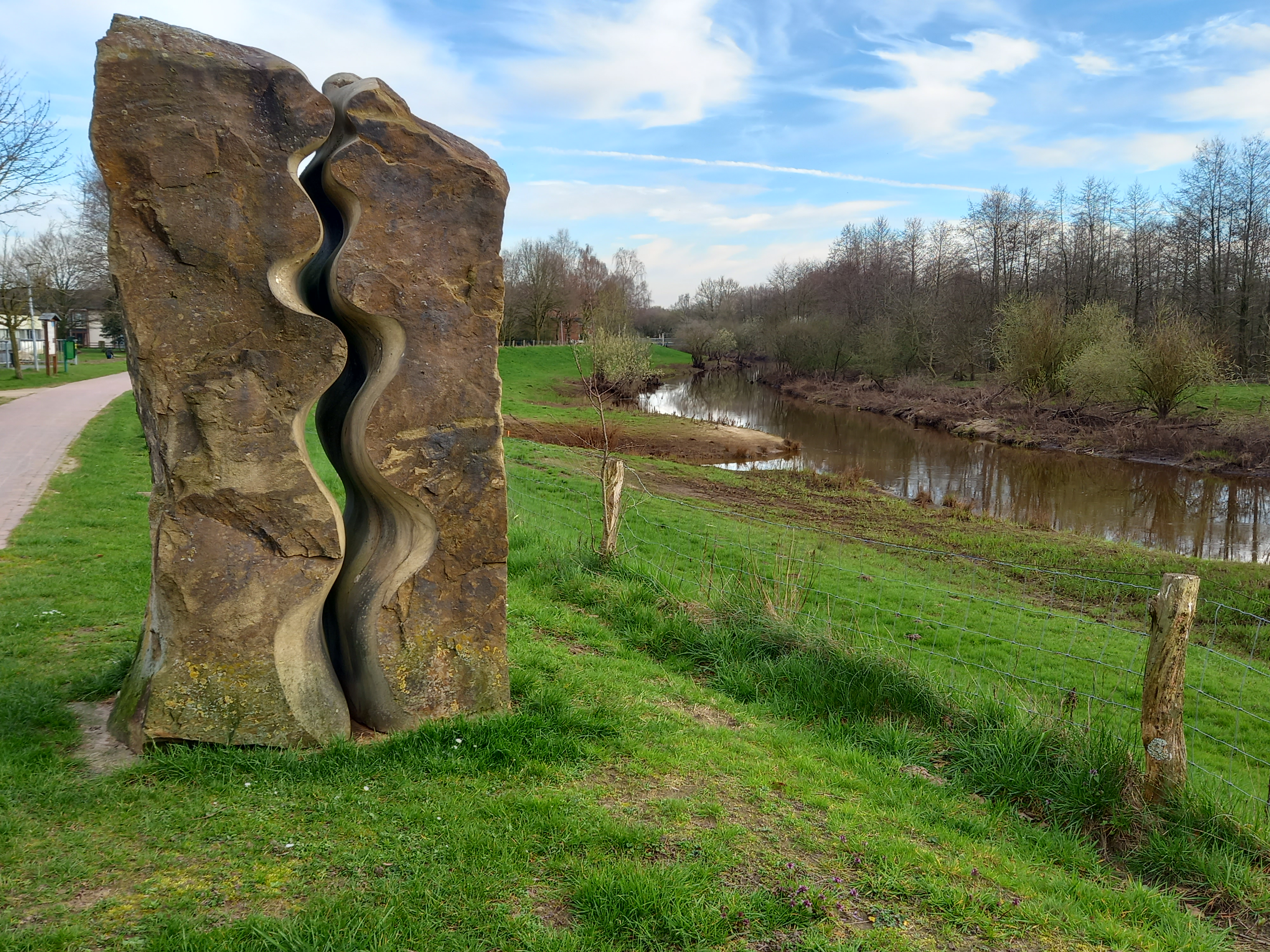
Lager Hase südlich von Essen im März 2024 (knapp drei Monate nach dem Weihnachtshochwasser 2023/2024.)

Ein Problem in jüngerer Zeit ist die zunehmend kürzere Folge extremer Hochwasserlagen entlang der Lager Hase und ihrer Nebenflüsse. Während des Weihnachtshochwassers 2023 wurden am 25. Dezember 2023 an der Lager Hase und am Fladderkanal folgende Wasserstände gemessen:
- Uptloh (Lager Hase): 4,93 m,
- Gut Lage (Lager Hase): 5,37 m,
- Addrup (Fladderkanal): 5,51 m.[6]

Historische Höchststände wurden gemessen für
- Uptloh: 5,18 m (30. Oktober 1998), 5,08 m (13. März 1981), 4,84 m (22. Januar 2008).[7]
- Gut Lage: 5,59 m (30. Oktober 1998), 5,44 m (13. März 1981), 5,21 m (22. Januar 2008).[8]
- Addrup: 5,72 m (30. Oktober 1998), 5,62 m (13. März 1981), 5,50 m (30. Juni 1981).[9]

## Den Fluss überquerende Verkehrswege
Über die Lager Hase führen die Bundesstraße 68 von Essen nach Quakenbrück sowie die Landstraßen von Bevern nach Quakenbrück und von Addrup bzw. Lüsche nach Wulfenau. Auch die Bahnstrecke Oldenburg–Osnabrück überquert die Lager Hase.